# 시가 요시오
시가 요시오(일본어: 志賀 義雄, しが よしお, 1901년 1월 12일 ~ 1989년 3월 6일)는 일본의 정치가, 공산주의 운동가이다. 중의원 의원, 일본공산당 중앙의원 등을 지냈다.

## 생애
야마구치현 하기시에서 태어났다. 제1고등학교를 거쳐 도쿄 제국대학에 입학했다. 제국대학 시절 학생 운동에 참가하여, 1923년에는 1922년 결성되어 당시 불법 정당으로 취급되던 일본공산당에 입당했다. 그 후 공산당의 활동에 참여하다가, 1928년의 3·15 사건으로 검거된 후 치안유지법 위반으로 투옥되었다. 1945년 일본이 패망한 뒤에도 투옥 생활은 계속되었지만, 시가는 전향을 거부했다. 그러다 1945년 10월 GHQ의 지령에 따라 후추 형무소에서 도쿠다 규이치 등과 함께 석방되어 당의 정치국원으로서 활동했다. 시가는 서기장이 된 도쿠다 규이치와 정치국원 노사카 산조 등과 함께 공산당의 세력을 넓히는 데 정진했다. 1946년 제22회 중의원 의원 총선거에서 오사카 1구 (대선거구제)에 출마하여 당선, 다른 네 명과 함께 일본공산당에서 배출한 첫 국회의원이 되었다. 시가는 일본이 중선거구제를 도입한 뒤에도 오사카 부 제1구에서 중의원 의원으로 계속 당선되었다.
1950년 1월 당시의 공산당이 지향하고 있었던 평화혁명노선을 코뮌포름이 비판한 것을 계기로, 미야모토 겐지와 함께 공산당 안에서 국제파를 이루었다. 그러나 국제파는 공산당 안에서 주류 계파가 아니었으며, 도쿠다 등 주류파는 시가의 당원 자격을 박탈해 사실상 제명했다. 또한 시가는 같은 해 GHQ가 지정한 "공직추방자 대상자"에 들어가게 되어 중의원 의원의 지위도 상실하고 말았다. 1955년에 공산당이 무장투쟁노선을 포기하자 시가는 정치 활동을 재개했다. 도쿠다가 1953년 베이징에서 이미 죽었다는 발표를 접한 시가는 도쿠다의 유골을 회수하기 위해 도쿠다의 아내와 함께 당시 일본과 국교가 없었던 중화인민공화국을 방문했다. 이후 시가는 공산당의 상임간부회 위원으로서 미야모토 서기장의 평화혁명·의회 활동 중시 노선을 지지했다. 또한 1955년 제27회 중의원 의원 총선거 이후 4회 연속 의원에 당선되었다.
1963년에 부분적 핵 실험 금지 조약이 조인되어 1964년 국회에서 그 비준을 앞두게 되었는데, 시가는 비준 문제에 대한 의견 차이로 공산당 내에서 다시 소수파가 되었다. 당시에는 중소 분쟁이 격화되어 가고 있었는데, 이 시기에 중국 공산당과 우호 관계를 맺고 있었던 일본 공산당은 중화인민공화국 측과 의견을 같이 하는 형태로 조약 비준을 반대하기로 결정했다. 그러나 시가는 이 조약의 비준을 지지하며, 당의 결정과는 반대로 5월 15일의 중의원 본회의 표결에서 찬성표를 던졌다. 그 결과 5월 21일 공산당 중앙위원회는 시가의 제명을 결정했다. 한편 6월 30일에 시가는 자신과 함께 공산당에서 제명된 참의원 의원 스즈키 이치조 외에, 가미야마 시게오, 나카노 시게하루 등과 함께 "일본공산당 (일본의 소리)" (일본어: 日本共産党（日本のこえ）)를 결성한 뒤 자신이 위원장이 되었다.
부분적 핵 실험 금지 조약에서 소련의 입장과 같이 하고 있었던 "일본의 소리"파는 소비에트 연방 공산당의 지지를 받아, 같은해 기관지 "일본의 소리"를 창간했지만, 일본공산당원의 대부분은 미야모토를 중심으로 종래의 집행부를 지지하였고, 시가를 지지한 이들은 신일본문학회의 주류파와 "민주주의 학생동맹" 등 구조개혁파계의 신좌익 당파 등 뿐이었다. 한편 이 즈음부터 미야모토파 공산당과 부락해방동맹의 대립이 격해지고 있었는데, 그 원인으로 공산당은 시가파와 해방동맹이 손을 잡았기 때문이라고 주장한다. 그 결과 시가는 지지 기반을 대부분 잃어버려, 1967년 1월 29일의 제31회 중의원 의원 총선거에서 오사카 6구에 출마했다가 떨어진 것을 끝으로 국회 생활을 마쳤다. 그 후 1967년 10월 가미야마와 나카노가 시가파를 떠났고, 1968년 시가파의 공식 명칭도 "일본공산당"을 뗀 "일본의 소리"가 되었다가, 1968년 7월 제8회 참의원 의원 통상 선거에서 스즈키가 출마를 포기한 것을 끝으로 "일본의 소리"파의 국회의원 활동은 더 이상 나오지 않게 되었다. 1977년, "일본의 소리"파는 "평화와 민주주의"파로 이름을 바꾸고, 1979년 일본공산당이 "평화와 민주주의"파의 대표단을 소비에트 연방에 파견하여, 소비에트 연방 공산당과의 관계를 수복해가면서 시가는 일본의 공산주의 운동에서 영향력을 잃어버리고 말았다.
시가는 1989년 사망했으며, 도쿠다와 함께 도쿄도에 묻혔다.

## 참고
- 고향 야마구치 현 하기 시의 《하기 박물관》의 〈하기의 인물 코너〉에 시가 요시오의 경력이 사진과 함께 소개되어 있다.
- 생가는 다카스기 신사쿠 생가, 기도 다카요시 생가와 가깝다.